# Tapejara (Río Grande del Sur)
Tapejara es un municipio brasileño del estado de Rio Grande do Sul.
Se encuentra ubicado a una latitud de 28º04'05" Sur y una longitud de 52º00'50" Oeste, estando a una altitud de 658 metros sobre el nivel del mar. Su población estimada para el año 2004 era de 15.123 habitantes.
Ocupa una superficie de 315,16 km².
- Datos: Q2045002
- Multimedia: Tapejara (Rio Grande do Sul) / Q2045002